# Samsung Galaxy A01
El Samsung Galaxy A01 es un teléfono inteligente Android de Samsung Electronics como parte de la serie Galaxy A. Fue anunciado en diciembre de 2019 y se lanzó en enero de 2020. El teléfono cuenta con una pantalla táctil de 5,7 pulgadas con resolución de 720p, una configuración de dos cámaras traseras y cuenta ahora con Android 12 junto con One Ui Core 4.0. Un dispositivo similar, el Galaxy M01, se lanzó en junio de 2020, que también comparte algunas de las características del Galaxy A01.

## Historia
El Samsung Galaxy A01 fue anunciado el 17 de diciembre de 2019 y fue lanzado en enero de 2020.

## Especificaciones

### Hardware
El teléfono cuenta con una pantalla táctil capacitiva PLS TFT de 5.7 pulgadas con una resolución de 720 x 1520 (~ 294 ppi) y una relación de aspecto de 19:9. El teléfono mide 146,3 milímetros (5,8 plg) x 70,86 milímetros (2,8 plg) x 8,34 milímetros (0,3 plg) y pesa 151 gramos (5,3 oz). El teléfono está construido con un frontal de vidrio y la parte trasera de un marco de plástico. Su procesador es el Qualcomm Snapdragon 439 (12 mn), con una CPU de ocho núcleos (4x1.95 GHz A53 Cortex-y 4x1.45 GHz cortex A53) y una GPU Adreno 505. El teléfono cuenta con 16 GB o 32 GB de almacenamiento interno, así como 2 GB de memoria RAM. El almacenamiento interno es expandible a través de tarjetas Micro SD hasta 512 GB. El teléfono también cuenta con un jack de audífonos de 3,5 mm. Cuenta con una batería de ion de litio no extraíble de 3000 mAh.

#### Cámaras
El Samsung Galaxy A01 cuenta con un módulo de dos cámaras dispuestas de una manera vertical en la esquina superior izquierda junto con el flash. La cámara principal es una lente angular de 13MP y la segunda es un sensor de profundidad de 2MP. La cámara principal tiene la capacidad de grabar videos en resolución 1080p a 30 fps. La cámara frontal es de 8MP y se encuentra ubicado dentro del notch.

### Software
El Samsung Galaxy A01 contiene ahora el sistema operativo Android 12 y la capa de personalización One UI Core 4.0, Esta será su última actualización